# 로버트 엑셀로드
로버트 엑셀로드(Robert Axelrod, 1949년 5월 29일 ~ 2019년 9월 7일)는 미국의 영화배우, 텔레비전 배우, 성우이다.

## 영화
- 클로저 (2013년)
- 고담 카페 (2005년)
- 라스트 샷 (2004년)
- 리틀 폴라 베어 (2001년)
- 디지몬 어드벤처 02: 전편 - 디지몬 허리케인 상륙!! 후편 - 초절진화!! 황금의 디지멘탈 (2000년)
- 더 파이팅 (2000년)
- 빅 오 (1999년)
- 디지몽: 디지털 몬스터 (1999년)
- 기동전사 건담 제08 MS소대 (1996년)
- 출격 명령 토네이드 (1995년)
- 파워 레인저 (1995년)
- 마이티 모핀 파워레인저 (1993년) - 로드 제드 역
- 죽음의 승부 (1993년)
- 비정의 집행자 (1991년)
- 찬스 (1990년)
- 운명의 대질주 (1990년)
- 미드나잇 (1989년)
- 로드 오브 매직 (1989년)
- 아메리칸 램페이지 (1989년)
- 우주 생명체 블롭 (1988년)
- 미궁 이야기 (1987년)
- 소로리티 하우스 마사카르 (1986년)
- 배드 가이스 (1986년)
- 이상한 나라의 앨리스 (1985년)
- 루팡 3세 - 루팡 VS 복제인간 (1978년)